# Достатъчно
„Достатъчно“ (на сръбски: Доста је било) е центристка либерална политическа партия в Сърбия.
Основана е в началото на 2014 година от подалия оставка министър на икономиката Саша Радулович. На изборите през 2016 година партията получава 6% от гласовете и 16 от 250 места в парламента.